# Смочиліно
Смочи́ліно (рос. Смочилино) — присілок у складі Сарактаського району Оренбурзької області, Росія.
Стара назва — Смочиленський.

## Населення
Населення — 31 особа (2010; 23 у 2002).
Національний склад (станом на 2002 рік):
- росіяни — 100 %